# Dalia Amihud
Dalia Amihud (în ebraică דליה עמיהוד; n. 1941 – d. 3 ianuarie 2017) a fost o cântăreață israeliană de muzică ușoară, care s-a distins, între altele, prin repertoriul denumit „oriental” sau mediteranean.

## Biografie
Dalia Amihud s-a născut în Palestina sub mandat britanic în a cincea generație dintr-o familie de evrei palestineni. 
Ea și-a început cariera de solistă vocală în anii 1950. Repertoriul ei cuprindea cântece de muzică ușoară și din folclorul urban din Orientul Apropiat, care, adesea, nu era acceptat în vremea aceea de serviciul de radiodifuziune.     
Între anii 1962-1964 ea a trăit și activat în arena muzicală din Iran, cântând în limba persană, între altele, alături de cântărețul armean-iranian Vigen Derderian, care era foarte popular în acei ani.   
După întoarcerea în Israel, a cântat șlagăre în limbile ebraică, persană, turcă și idiș. 
Mai mulți ani de-a rândul s-a produs in clubul muzical „Hayekev” („Crama”) din Rishon Letzion. 
Printre cântecele ei cele mai cunoscute se numără „Sigal” (compus de Aris San), „Sela boded” („Stâncă singuratică”), „Perakh Halimon” („Floarea de lămâi”), „Rak hiukh ekhad” („Un singur zâmbet”) pe care l-a interpretat împreună cu Yehoram Gaon, „Shibòlet basadè” („Un spic pe ogor”), „Hora mimtará” („Hora Stropitorii”) , „Erev shel shoshanim” („O seară de crini”),„Naara ushmá Kinèret” (O fată care se numea Kineret) etc.
Amihud a publicat mai multe albume de cântece de copii și cântece despre țară, între care trei albume 
în cadrul colecției „Lekol haohavim lashir” („Tuturor ce iubesc să cânte”)
Dalia Amihud a murit în ianuarie 2017 la vârsta de 75 ani, în casa ei din orașul Givatayim. 
Ea a fost căsătorită cu Haim Ainsman, subinginer, fost kibuțnic născut în Polonia și imigrat din Brazilia, împreună cu care a avut o fiică: Alona. Artista a fost înmormântată la cimitirul Yarkonim din Petah Tikva,